# Johan Olofsson i Digernäs
Johan Olofsson (i riksdagen kallad Olofsson i Digernäs), född 12 februari 1860 i Sunne socken, Jämtland, död 18 maj 1940 i Sunne socken, var svensk lantbrukare, sågverksägare och politiker (folkpartist).
Johan Olofsson, som kom från en bondesläkt, var lantbrukare i Digernäs i den jämtländska församlingen Sunne från 1887 och drev också ett sågverk på orten. Han hade ett antal lokala uppdrag och var i olika perioder ledamot i Jämtlands läns landsting, åren 1927-1930 som dess ordförande.
Han var riksdagsledamot 1900-1905 samt 1909–1936: 1900-1905 och 1909-1911 i andra kammaren för Jämtlands västra domsagas valkrets, 1912-1919 i andra kammaren för Jämtlands läns norra valkrets, 1919-1921 i första kammaren för Jämtlands läns valkrets och 1922-1936 i andra kammaren för Jämtlands läns valkrets. I riksdagen tillhörde han liberala samlingspartiet fram till den liberala partisplittringen 1923, då han kvarstod i frisinnade landsföreningen och alltså övergick till dess riksdagsgrupp frisinnade folkpartiet. Efter den liberala återföreningen hösten 1934 tillhörde han folkpartiet.
Johan Olofsson hade framträdande uppdrag i den liberala rörelsen, bland annat som ledamot i frisinnade landsföreningens förtroenderåd (motsvarande partistyrelse) 1911-1920. Han var också ledamot i liberala samlingspartiets förtroenderåd i riksdagen 1920-1923 och i frisinnade folkpartiets förtroenderåd 1924-1934.
Johan Olofsson var i riksdagen särskilt framträdande som sparsamhetsivrare. Han var bland annat ledamot i statsutskottet vid höstriksdagen 1914 och de lagtima riksmötena 1918-1919 samt 1929-1932. Han var flitigt engagerad i jordbruks- och skogsbruksfrågor, och föreslog också ett statslotteri för att få fram medel till förbättrade folkpensioner.
Johan Olofsson som tillhörde partiets vänstra flygel motsatte sig den av Karl Staaff åstadkomna uppgörelsen i försvarsfrågan vid första världskrigets utbrott. Johan Olofsson var även i många år ledamot av Jämtlands läns landsting och var från 1927 dess ordförande.